# Cindy Roleder
Cindy Roleder (Alemanya, 21 d'agost de 1989) és una atleta alemanya, especialista en la prova de 100 m barres, amb la qual ha aconseguit ser subcampiona mundial en 2015.

## Carrera esportiva
Al Mundial de Pequín 2015 va guanyar la medalla de plata en els 100 m barres, després de la jamaicana Danielle Williams i per davant de la belarussa Alina Talay.